# Aeroportul Koh Kong
Aeroportul Koh Kong (IATA: KKZ, ICAO: VDKK) este un aeroport din Koh Kong Province⁠(d), Cambodgia ce deservește zona Koh Kong. A fost numit după zona deservită.
Situat la o altitudine de 4 m, aeroportul dispune de o singură pistă.